# Liste der Kulturgüter in Dottikon
Die Liste der Kulturgüter in Dottikon enthält alle Objekte in der Gemeinde Dottikon im Kanton Aargau, die gemäss der Haager Konvention zum Schutz von Kulturgut bei bewaffneten Konflikten, dem Bundesgesetz vom 20. Juni 2014 über den Schutz der Kulturgüter bei bewaffneten Konflikten sowie der Verordnung vom 29. Oktober 2014 über den Schutz der Kulturgüter bei bewaffneten Konflikten unter Schutz stehen.
Objekte der Kategorie A sind im Gemeindegebiet nicht ausgewiesen, Objekte der Kategorie B sind vollständig in der Liste enthalten, Objekte der Kategorie C fehlen zurzeit (Stand: 1. Januar 2023). Unter übrige Baudenkmäler sind weitere geschützte Objekte zu finden, die in der Bau- und Nutzungsordnung der Gemeinde verzeichnet und nicht bereits in der Liste der Kulturgüter enthalten sind.

## Kulturgüter
| Foto |                                                         | Objekt                              | Kat. | Typ | Standort                          | Beschreibung |
| ---- | ------------------------------------------------------- | ----------------------------------- | ---- | --- | --------------------------------- | ------------ |
| ja   | Datei hochladen · Wikidata zu Tieffurtmühle (Q29575906) | Tieffurtmühle (1803) KGS-Nr.: 15337 | B    | G   | Tieffurtstrasse 2 660012 / 248291 |              |

## Übrige Baudenkmäler
| ID | Foto | | Objekt                                                            | Typ | Standort                                    | Beschreibung |
| -- | ---- | --- | ----------------------------------------------------------------- | --- | ------------------------------------------- | ------------ |
| 11 | ja   | Datei hochladen · Wikidata zu Katholische Pfarrkirche St. Johann (Q55382582)                           | Katholische Pfarrkirche St. Johann (1862–65)                      | G   | Kirchstrasse 3 660571 / 248379              |              |
| 12 | ja   | Datei hochladen · Wikidata zu Katholisches Pfarrhaus (Q112106893)                                      | Katholisches Pfarrhaus (1863)                                     | G   | Wohlerstrasse 2 660603 / 248416             |              |
| 13 | ja   | Datei hochladen · Wikidata zu Altes Schulhaus (Q112107166)                                             | Altes Schulhaus (1910–12)                                         | G   | Schulhausstrasse 18 660629 / 248560         |              |
| 14 | ja   | Datei hochladen · Wikidata zu Ehemaliges Gasthaus Sonne (Q112107370)                                   | Ehemaliges Gasthaus Sonne (1809)                                  | G   | Hendschikerstrasse 14 660347 / 248338       |              |
| 15 | ja   | Datei hochladen · Wikidata zu Landhaus Fildihof mit Scheune (Q112107936)                               | Landhaus Fildihof mit Scheune (1793)                              | G   | Hendschikerstrasse 22 660235 / 248322       |              |
| 16 | ja   | Datei hochladen · Wikidata zu Stallscheune Tieffurtmühle (Q112107999)                                  | Stallscheune der Tieffurtmühle (westseitige Fassade, 1795)        | G   | Tieffurtstrasse 1 660047 / 248290           |              |
| 17 | ja   | Datei hochladen · Wikidata zu Ehemaliges Waschhaus der Tieffurtmühle (Q112108064)                      | Ehemaliges Waschhaus der Tieffurtmühle (1793)                     | G   | Tieffurtstrasse 1 660034 / 248299           |              |
| 18 | ja   | Datei hochladen · Wikidata zu Ehemalige Mühle (Q112110775)                                             | Ehemalige Mühle / "Mühlihof" (1811)                               | G   | Bahnhofstrasse 14 660551 / 248229           |              |
| 19 | ja   | Datei hochladen · Wikidata zu Wohnhaus (Q112114153)                                                    | Wohnhaus (1783/1840)                                              | G   | Bahnhofstrasse 10 660615 / 248275           |              |
| 20 | ja   | Datei hochladen · Wikidata zu Villa César mit Park (1899) (Q125602490)                                 | Villa César mit Park (1899)                                       | G   | Hendschikerstrasse 8 660477 / 248405        |              |
| 21 | ja   | Datei hochladen · Wikidata zu Bauernhaus (Q112114197)                                                  | Bauernhaus (1828)                                                 | G   | Alte Hägglingerstrasse 29 660586 / 248689   |              |
| 22 | ja   | Datei hochladen · Wikidata zu Ehemaliges Waschhaus und Felskeller (Q112114214)                         | Ehemaliges Waschhaus und Felskeller (um 1840/50)                  | G   | Alte Hägglingerstrasse 29.1 660629 / 248665 |              |
| 23 | ja   | Datei hochladen · Wikidata zu Ehemaliges Bauernhaus (Q112114265)                                       | Ehemaliges Bauernhaus (um 1800)                                   | G   | Alte Hägglingerstrasse 17 660346 / 248764   |              |
| 24 | ja   | Datei hochladen · Wikidata zu Wohnhaus Dr. Obrist (Q112116187)                                         | Wohnhaus Dr. Obrist (1851)                                        | G   | Alte Hägglingerstrasse 12 660334 / 248729   |              |
| 26 | ja   | Datei hochladen · Wikidata zu Ehemalige Hutnäherei (Q112117686)                                        | Ehemalige Hutnäherei (1897)                                       | G   | Kirchstrasse 1 660536 / 248384              |              |
| 27 | ja   | Datei hochladen · Wikidata zu Bürogebäude (Q112117790)                                                 | Bürogebäude (1930)                                                | G   | Bleicheweg 5 660298 / 248465                |              |
| 28 | ja   | Datei hochladen · Wikidata zu Ehemalige Hufschmiede - Türgewände und Schild über Türsturz (Q112117903) | Ehemalige Hufschmiede (Türgewände und Schild über Türsturz, 1838) | G   | Bahnhofstrasse 9 660658 / 248259            |              |
| 40 |      | Datei hochladen                                                                                        | Wegkreuz (1670)                                                   | K   | Hendschikerstrasse                          |              |
| 41 | BW   | Datei hochladen                                                                                        | Wegkreuz (1875)                                                   | K   | Alte Hägglingerstrasse 660757 / 248574      |              |
| 42 |      | Datei hochladen                                                                                        | Wegkreuz (1854)                                                   | K   | Bachstrasse                                 |              |
| 43 | ja   | Datei hochladen · Wikidata zu Wegkreuz, 1726 (Q112118089)                                              | Wegkreuz (1726)                                                   | K   | Bahnhofstrasse 660352 / 248051              |              |
| 44 | BW   | Datei hochladen                                                                                        | Wegkreuz (frühes 19. Jh.)                                         | K   | Othmarsingerstrasse 660139 / 248689         |              |
| 45 |      | Datei hochladen                                                                                        | Wegkreuz (1970)                                                   | K   | Hägglingerstrasse                           |              |
| 47 | ja   | Datei hochladen · Wikidata zu Brunnen, 1858 (Q112118148)                                               | Brunnen (1858)                                                    | K   | Bahnhofstrasse 660668 / 248290              |              |
| 48 |      | Datei hochladen                                                                                        | Alter Grenzstein                                                  | K   | Alte Hägglingerstrasse                      |              |
| 49 |      | Datei hochladen                                                                                        | Historisches Trassee Landstrasse Lenzburg–Bremgarten              | G   | Koordinaten fehlen! Hilf mit.               |              |

Legende: Siehe Legende der Liste der Kulturgüter von nationaler und regionaler Bedeutung. Anstelle der KGS-Nummer wird als Objekt-Identifikator (ID) die Inventar- oder Gebäudenummer in der Bau- und Nutzungsordnung der Gemeinde verwendet.